# Bekölce
Bekölce je obec v severovýchodním Maďarsku na severu župy Heves v okresu Bélapátfalva v Bukových horách. K 1. lednu 2015 zde žilo 591 obyvatel.

## Historie
První písemná zmínka o obci pochází z roku 1300.

## Geografie
Obec se nachází asi 6 km severozápadně od okresního města Bélapátfalva. Od města s župním právem Eger se nachází asi 20 km severozápadně.
Obec se nachází v Bukových horách ve výšce 307 m n. m.